# Peso Argentina
Peso là tiền tệ của Argentina. Bao gồm 100 centavos. Mã ISO 4217, chữ viết tắt là ARS. Trong quá khứ, tiền tệ của Argentina cũng mang tên "peso", bây giờ các phiên bản trước của peso có tên khác (peso của tiền tệ quốc gia, peso của pháp luật số 18188, peso Argentina,... v.v). Đồng tiền hiện đại của Argentina được giới thiệu sau khi bãi bỏ Austral vào năm 1992. Tỷ giá hối đoái của đồng peso dao động quanh 3 peso/đô la Mỹ từ năm 2002 đến năm 2008, là khoảng 4 peso từ năm 2009 đến năm 2011, vào cuối năm 2015 là khoảng 10 peso cho mỗi đô la. Để giữ tỷ lệ peso, đã có những lần mua USD định kỳ từ Ngân hàng Trung ương=.
Trong lưu thông là các ghi chú của 1000, 500, 200, 100, 50, 20, 10, 5 và 2 peso, tiền xu 1, 2 và 5 peso, cũng như tiền xu 50, 25, 10, 5 và 1 centavo.

## Lịch sử
Năm 1813, Argentina bắt đầu phát hành tiền tệ của mình, được đặt tên là Real Argentina, chỉ được cấu thành bằng tiền kim loại. Năm 1820, các lá phiếu đã được giới thiệu. Năm 1881, Real Argentina được thay thế bởi Peso. Vào thời điểm đó, mỗi peso đều đáng giá 2 đồng Argentina.
Một loạt các đồng tiền nhận được trọng lượng giáo phái, đặc biệt là Trọng lượng Quốc Moneda (1881-1969), các oro cân kín (1881-1929), cân ley (1970-1983), peso (1983-1985) và dòng điện "cân mui trần" (hiện kể từ năm 1991, nhưng với khả năng chuyển đổi chấm dứt vào năm 2001).
Năm 1985, chính phủ Argentina quyết định thu hồi peso. Mục tiêu là để chống lạm phát. Như vậy, từ năm 1985 đến năm 1991, đồng tiền chính thức của Argentina trở thành austral. Nhưng với sự thất bại của kế hoạch kinh tế và một cơn siêu lạm phát, đã có sự ra đời của Nghị định Điều hành số 2128, trong ngày 10 tháng 10 năm 1991, nó đã quyết định rằng từ ngày 1 tháng 1 năm 1992 đã được giới thiệu một dòng sản phẩm mới của "trọng lượng" tiền xu. Nghị định sau đó thành lập 1 peso (1 đô la) tương đương với 10.000 austral (A10.000). Trọng lượng cũng là mui trần với đồng đô la Mỹ trong một tỷ lệ 1 peso (1$) cho mỗi chẵn lẻ đô la rằng đây được thành lập để tiếp tục sự tương đương đô la-Nam trước đó được thiết lập bởi Luật chuyển đổi (Luật số 23.928, trong 27 tháng 3 năm 1991). Các ghi chú được ban hành vào thời điểm đó có chứa một chú thích đọc "các chuyển đổi lưu thông hợp pháp".
Với sự thay đổi, trọng lượng mới đã phản ứng một cách tích cực và tạo ra một tác động ngoại hối đáng kể trong Argentina trong năm 2001 đã có một sự mất giá mà mất trọng lượng là trị giá gần 1/4 của đồng đô la Mỹ.
Trong năm 2008, một số dự án đã được trình bày cho Quốc hội Argentina về việc thiết kế lại trọng lượng lưu hành. Một ký số những người khác bởi Roy Cortina (Đảng Xã hội) và Claudio Morgado (trước mặt cho Victory), đề xuất việc bổ sung Eva Perón đến Mặt chính của các loại tiền và ở mặt sau một hình ảnh liên quan đến việc bỏ phiếu nữ. Dự án cũng bảo vệ việc thay thế hình ảnh của Julio Argentino Roca, trong các ghi chú của $ 100, bởi Juana Azurduy, nhà cách mạng Peru, người đã chiến đấu trong các cuộc xung đột vũ trang chịu trách nhiệm về Cuộc chiến giành độc lập của Mỹ từ Tây Ban Nha. Cuối cùng, lá phiếu của 100 $ đã được thiết kế lại với bộ mặt của Eva Perón.

## Giá trị và lạm phát
Giá của đồng peso Argentina là dao động và trong nhiều năm qua đã bị lạm phát gây nhiều tranh cãi của nền kinh tế Argentina, có tốc độ khác nhau từ những tính toán của các đơn vị tư nhân tư vấn kinh tế chính thức. Trong 28 tháng năm 2014, 1 peso được niêm yết ở khoảng 12,5 cent trên đồng đô la Mỹ. Vào ngày 30 tháng 8 năm 2018, giá cổ phiếu đạt mức thấp nhất, có báo giá khoảng 2,5 cent.
| | $ 2   | 155 × 65 mm | Màu lam nhạt | Bartolomé Mitre            |
| | $ 5   | 155 × 65 mm | Màu xanh lục | José de San Martín         |
| | $ 10  | 155 × 65 mm | Màu nâu      | Manuel Belgrano            |
| | $ 20  | 155 × 65 mm | Màu đỏ       | Juan Manuel de Rosas       |
| | $ 50  | 155 × 65 mm | Màu đen      | Domingo Faustino Sarmiento |
| | $ 50  | 155 × 65 mm | Màu xanh lam | Mapa das Ilhas Malvinas    |
| | $ 100 | 155 × 65 mm | Màu tím      | Julio Argentino Roca       |
| | $ 100 | 155 × 65 mm | Màu tím      | Eva Perón                  |
| Ghi chú hiện đang được sử dụng. Lưu ý $ 1, với hình của Carlos Pellegrini, không còn được sản xuất nữa. |       |             |              |                            |